# Linckia laevigata
Linckia laevigata is een zeester uit de familie Ophidiasteridae.
De wetenschappelijke naam van de soort werd als Asterias laevigata in 1758 gepubliceerd door Carl Linnaeus in de tiende editie van Systema naturae.
De soort komt voor in de Indische en Grote Oceaan en kan een spanwijdte tot 30 cm bereiken.

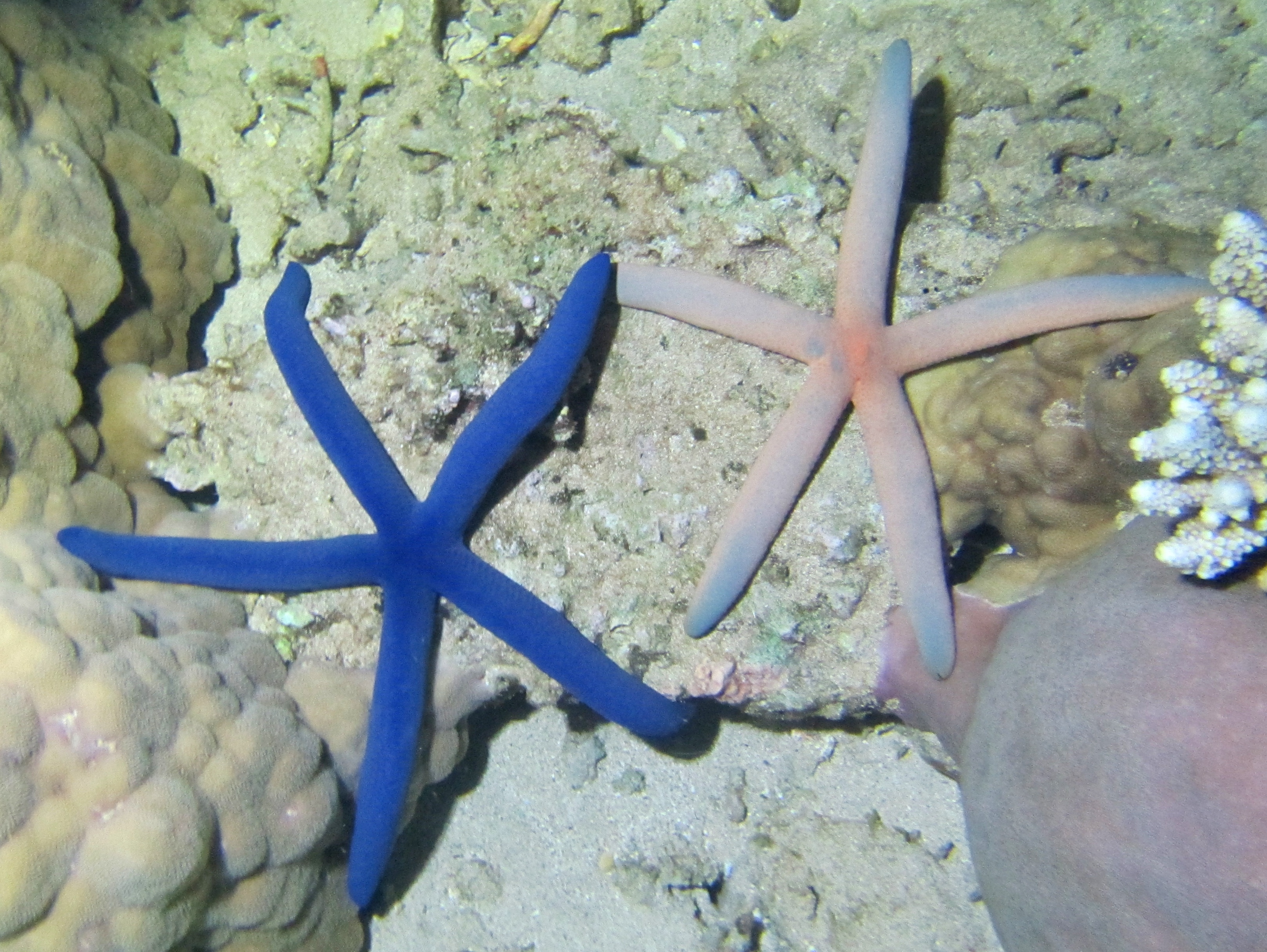
Deze ster is vaak blauw maar soms roze.